# Katowicki Holding Węglowy

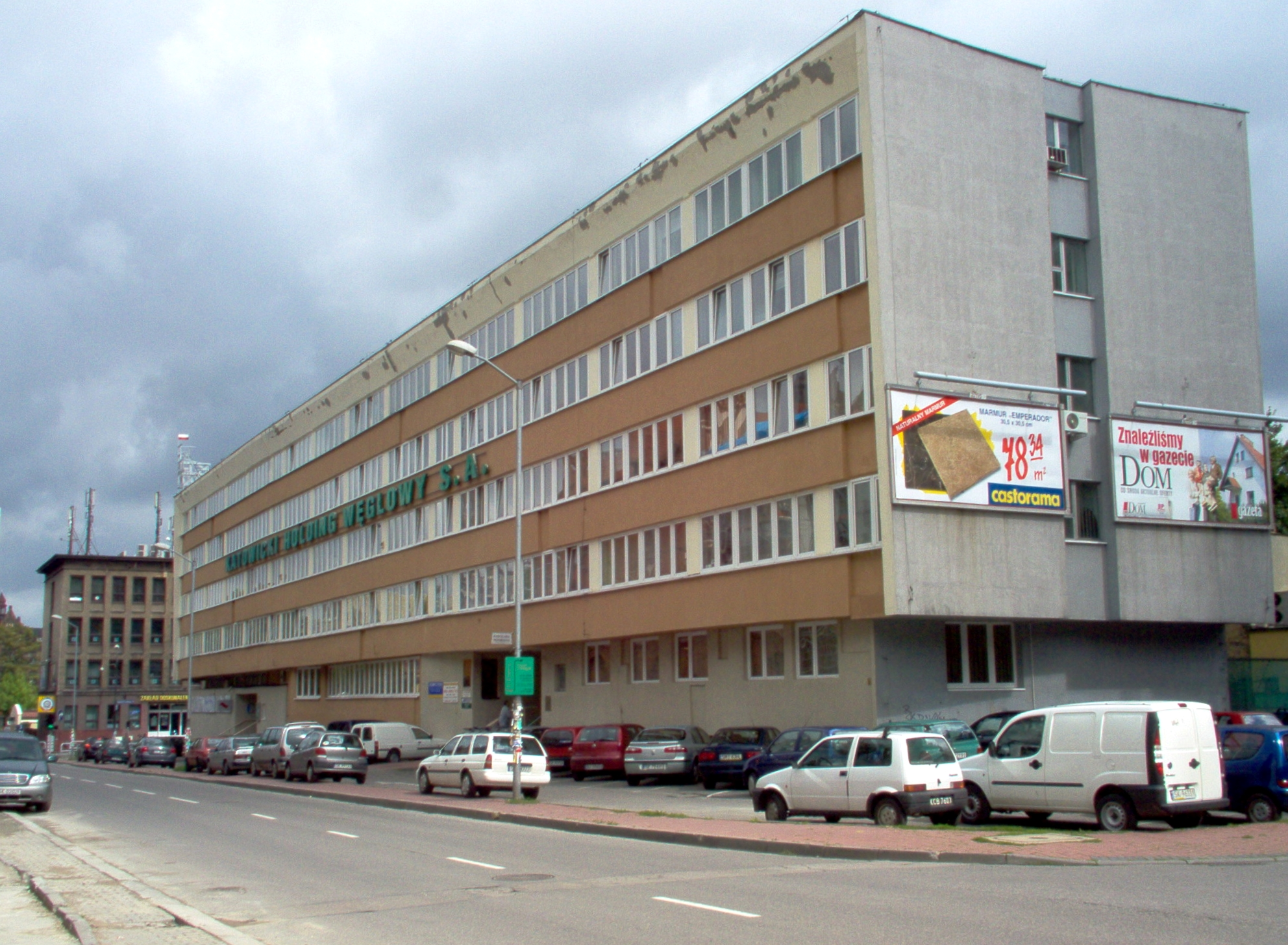
Verwaltungsgebäude der Katowicki Holding Węglowy

Katowicki Holding Węglowy S.A war eine polnische Aktiengesellschaft im Besitz des polnischen Schatzministeriums.

## Geschichte
Die "Katowicki Holding Węglowy" wurde am 29. Juni 1993 durch den Zusammenschluss von den 11 Steinkohlezechen: Kopalnia Węgla Kamiennego Murcki, Kopalnia Węgla Kamiennego Kazimierz-Juliusz, Kopalnia Węgla Kamiennego Katowice, Kopalnia Węgla Kamiennego Śląsk,  Kopalnia Węgla Kamiennego Niwka-Modrzejów, Kopalnia Węgla Kamiennego Kleofas, Kopalnia Węgla Kamiennego Wujek, Kopalnia węgla Kamiennego Wesoła, Kopalnia Węgla Kamiennego Wieczorek, Kopalnia Węgla Kamiennego Mysłowice und Kopalnia Węgla Kamiennego Staszic gebildet.
1996 wurde Katowice und Kleofas zu KWK Katowice-Kleofas zusammengeschlossen. Im selben Jahr wurden die Zechen Niwka-Modrzejów und Kazimierz-Juliusz in eine Sp. z o.o. umgewandelt. 1999 wurde die wurde die alte Zeche Katowice geschlossen und im Jahr 2004 wurde der Bergbau auf Katowice-Kleofas komplett eingestellt. 2005 schloss man Wujek und Śląsk zur Kopalnia Węgla Kamiennego Wujek mit den beiden Abteilungen "Ruch Wujek" und "Ruch Śląsk" zusammen. Ebenso erfolgte 2007 die Zusammenlegung von Mysłowice und Wesoła zu KWK Mysłowice-Wesoła und 2010 die von Murcki und Staszic zu KWK Murcki-Staszic.
Der für 2009 geplante Börsengang wurde wieder abgesagt und die Holding suchte andere Wege zur Refinanzierung und gab 2009 Unternehmensanleihen von insgesamt 900 Mio. Złoty aus.

## Gegenwart
2015 gehörten die Bergwerke Murcki-Staszic, Mysłowice–Wesoła, Wujek und Wieczorek zur Holding. Das früher ebenfalls noch betriebene Bergwerk Kazimierz-Juliusz wurde am 6. November 2014 in die Spółka Restrukturyzacji Kopalń SA ausgegliedert. Ebenso ist die Abteilung "Boże Dary" des Bergwerks Murcki-Staszic mit dem Ziel einer Teilstilllegung am 1. Juli 2015 an diese Restrukturierungsgesellschaft veräußert worden.
Bedingt durch Verbindlichkeiten in Höhe von 2,5 Milliarden PLN wurde am 1. März 2017 eine Vereinbarung unterzeichnet, der zufolge die KHW Teil der Polska Grupa Górnicza werden wird. Diese wurde zum 1. April vollzogen, indem die Bergwerke Mysłowice-Wesoła, Murcki-Staszic, Wieczorek und Wujek sowie das Śląskie Centrum Usług Wspólnych an die Polska Grupa Górnicza abgegeben wurden.